# Râul Aube
Aube este un râu în partea de centru a Franței. Este un principal afluent al fluviului Sena. Izvorăște din departamentul Haute-Marne lânga localitatea Praslay. Are o lungime de 250 km, un debit mediu de 41 m³/s și un bazin de 4.660 km². Se varsă în Sena în amont de Marcilly-sur-Seine.